# Festival de Cine de Trinidad y Tobago
El Festival de Cine de Trinidad y Tobago (TTFF) es un festival de cine celebrado en el país caribeño de Trinidad y Tobago. Se celebra anualmente a finales del mes de septiembre durante aproximadamente dos semanas, y presenta cortometrajes, documentales y producciones experimentales.

## Iniciativas
- Promover el cine caribeño. El festival de cine de Trinidad y Tobago es una celebración de lo mejor del cine caribeño en inglés, francés, español y holandés, así como de la diáspora caribeña. El festival también presenta películas del cine del mundo contemporáneo.
- Promover la industria cinematográfica caribeña. El festival busca promover la producción cinematográfica autóctona no sólo a través de la proyección de películas de cineastas locales y regionales, sino también mediante la acogida de invitados y la organización de talleres sobre aspectos técnicos de la producción cinematográfica, así como de charlas sobre comercialización, coproducciones y eventos de creación de redes.
- Llegar a las comunidades rurales. De acuerdo con su lema "You're in Focus", el festival está comprometido con la promoción de la cultura en Trindad y Tobago mediante la proyección de películas en comunidades fuera de los principales centros urbanos. Estas proyecciones son gratuitas para el público.[1][2]